# Cyclosa japonica
Cyclosa japonica är en spindelart som beskrevs av Friedrich Wilhelm Bösenberg och Embrik Strand 1906. Cyclosa japonica ingår i släktet Cyclosa och familjen hjulspindlar. Inga underarter finns listade i Catalogue of Life.